# HD 215441
HD 215441 (auch GL Lacertae, kurz GL Lac) ist ein Ap-Stern (ein Stern, der ungewöhnliche Elemente in seinem Spektrum zeigt) und zudem ein starkes Magnetfeld aufweist. Als Veränderlicher gehört er zu den Alpha2-Canum-Venaticorum-Sternen. Seine Entfernung beträgt etwa 1500 Lichtjahre.
HD 215441 hat für einen Stern ein starkes Magnetfeld von etwa 34 Kilogauss, was 3,4 Tesla entspricht. Dieser Wert wurde im Jahre 1960 von Horace Welcome Babcock bestimmt, weshalb der Stern auch als Babcocks Stern bezeichnet wird.